# Éric Chevillard
Éric Chevillard   (La Roche-sur-Yon, 18 de juny de 1964) és un escriptor francès.

## Biografia
Exalumne de l'Escola superior de periodisme de Lille (promoció 61a), Éric Chevillard s'adscriu a una generació d'escriptors que van començar a publicar a l'editorial Les Éditions de Minuit a partir dels anys 80, com Jean Echenoz, Jean-Philippe Toussaint o François Bon.
Amb un caràcter sovint incongruent, enganyosament frívol, l'estil de Chevillard es complau en distorsionar les convencions lingüístiques, extrapolant els esdeveniments més absurds de situacions aparentment anodines i anecdòtiques a fi de posar en qüestió les falses evidències sobre les quals descansa la nostra relació amb la realitat. Des del 1987, ha publicat una quinzena de novel·les a Les Éditions de Minuit, com La Nébuleuse du crabe (1993), Un fantôme (1995), Les Absences du capitaine Cook (2001), Oreille rouge (2005), Démolir Nisard (2006), Sans l'orang-outan (2007) o Choir (2010).
Algunes de les seves novel·les han estat premiades: premi Fénéon per La Nébuleuse du crabe, premi Wepler per Le Vaillant Petit Tailleur, etc. L'any 2014 va rebre el guardó Alexandre-Vialatte pel conjunt de la seva obra.
A banda de les seves novel·les, també ha publicat tres volums de textos breus, així com un assaig poètic inspirat per la pintura de Gaston Chaissac.
A partir d'agost de 2011, va recuperar, a les pàgines de Monde des livres, la tradició del "fulletó", caiguda en desús. Aquesta col·laboració s'atura el juny de 2017.

## Obra
- Mourir m'enrhume, Minuit, 1987
- Le Démarcheur, Minuit, 1988
- Palafox, Minuit, 1990
- Le Caoutchouc décidément, Minuit, 1992
- La Nébuleuse du crabe, Minuit, 1993 (prix Fénéon). Publicat en català per l'editorial Extinció Edicions l'any 2020 amb el nom de La nebulosa del cranc. Traduït per Ferran Ràfols Gesa
- Préhistoire, Minuit, 1994
- Un fantôme, Minuit, 1995
- Au plafond, Minuit, 1997
- L'Œuvre posthume de Thomas Pilaster, Minuit, 1999
- Les Absences du capitaine Cook, Minuit, 2001
- Du hérisson, Minuit, 2002
- Le Vaillant Petit Tailleur, Minuit, 2004 (prix Wepler)
- Scalps, Fata Morgana, 2005
- Oreille rouge, Minuit, 2005
- D'attaque, Argol, 2006
- Démolir Nisard, Minuit, 2006 (prix Roger-Caillois)
- Commentaire autorisé sur l'état de squelette, Fata Morgana, 2007
- Sans l'orang-outan, Minuit, 2007
- Dans la zone d'activité, Dissonances, graphisme par Fanette Mellier, 2007 ; réédition : publie.net, 2008 ; Fata Morgana, dessins de Philippe Favier, 2014
- En territoire cheyenne, Fata Morgana, illustrations de Philippe Favier, 2009
- La Vérité sur le salaire des cadres, Le Cadran ligné, 2009
- Choir, Minuit, 2010. Publicat en castellà per l'editorial Sexto Piso l'any 2016 amb el nom de Caer. Traduït per Lluís Maria Todó.
- Dino Egger, Minuit, 2011 (prix Virilo 2011)
- Iguanes et Moines, Fata Morgana, 2011
- Si la main droite de l'écrivain était un crabe, publie.net, 2011
- L'Auteur et Moi, Minuit, 2012
- La Ménagerie d'Agathe, Actes Sud, ill. de Frédéric Rébéna, 2013
- Péloponnèse, Fata Morgana, 2013
- Le Désordre azerty, Minuit, 2014 (prix François-Billetdoux de la Scam)
- Juste ciel, Minuit, 2015
- Les Théories de Suzie, avec Jean-François Martin, Hélium, 2015
- Ronce-Rose, Minuit, 2017
- Détartre et désinfecte, Fata Morgana, 2017
- Défense de Prosper Brouillon, Noir sur Blanc, 2017
- Feuilleton, La Baconnière, 2018
- L'Explosion de la tortue, Minuit, 2019
- Aquarelles de guerre, Maison des Arts de Bages et Bernard Chauveau éditeur, illustrations de Philippe Favier, 2019
- Prosper à l'œuvre, Noir sur Blanc, 2019
- Monotobio, Minuit, 2020

## l'Autofictif
Des del 18 de setembre de 2007, Éric Chevillard ha encetat un blog anomenat l'Auctofictif en el qual escriu quotidianament tres apunts o fragments de 2 a 8 línies. El blog es presenta en la forma de diari personal fet d'espurnes de literatura. Chevillard utilitza Internet com una oportunitat per renovar formes i estils i no com una imposició dels temps. Un artefacte a cavall de la ficció i l'autoficció. Éric Chevillard ha pres el gust a aquesta forma de participació en el món 2.0 d'Internet i a «aquest petits escrits lliures de tota ordre».
A l'autofictif, un tipus d'autoretrat sense, per tant, ser una autobiografia, un personatge inadaptat que no parla l'anglès i que no té el carnet de conduir, és cisellat pel jo de l'autoficció. No obstant això, el Chevillard autor aboca el Chevillard personatge a un univers de ficció (el de les novel·les) on es retroba amb la persona real. Els seus universos de ficció es creen a partir de tres fonaments: la desconfiança envers el llenguatge, una visió insòlita sobre la realitat i l'alliberament de tot prejudici. Éric Chevillard esdevé un personatge entre els seus personatges, ja que l'autoficció només descriu els contorns de l'autor.
L'editorial l'Arbre vengeur ha publicat aquests textos en format llibre.
- L'Autofictif - Journal 2007-2008, 2009
- L'Autofictif voit une loutre - Journal 2008-2009, 2010
- L'Autofictif père et fils - Journal 2009-2010, 2011
- L'Autofictif prend un coach - Journal 2010-2011, 2012
- L'Autofictif croque un piment - Journal 2011-2012, 2013
- L'Autofictif en vie sous les décombres - Journal 2012-2013, 2014 (premi Alexandre Vialatte)
- L'Autofictif au petit pois - Journal 2013-2014, 2015
- L'Autofictif doyen de l'humanité - Journal 2014-2015, 2016
- L'Autofictif à l'assaut des cartels - Journal 2015-2016, 2017
- L'Autofictif ultraconfidentiel - Journal 2007-2017, 2018 (integral de deu anys amb que inclou el desè volum inèdit)
- L'Autofictif et les trois mousquetaires - Journal 2017-2018, 2019
- L'Autofictif incendie Notre-Dame - Journal 2018-2019, 2020